# 法蘭西絲·尚德·基德
法蘭西絲·尚德·基德（英語：Frances Shand Kydd，1936年1月20日—2004年6月3日），婚前名法蘭西絲·露絲·羅什（Frances Ruth Roche），是威爾斯王妃戴安娜的母親、威爾斯親王威廉與薩塞克斯公爵哈里王子的外祖母。

## 家庭
1954年，法蘭西絲·布奇·卡德與第八代史賓賽伯爵約翰·史賓賽結婚，兩人共育有2子3女：
1. 莎拉·麥可闊戴爾（英语：Lady Sarah McCorquodale）（1955年－）
2. 珍·費羅爾斯（英语：Jane Fellowes, Baroness Fellowes）（1957年－）
3. 约翰·斯潘塞（1960年—60年），夭折。
4. 黛安娜王妃（1961年—1997年）
5. 第九代史賓賽伯爵查爾斯·史賓賽（1964年－）

法蘭西絲·布奇·卡德與第八代史賓賽伯爵約翰·史賓賽於1969年離婚。1969年，法蘭西絲·布奇·卡德與彼得·尚德結婚。兩人沒有子女。